# Lange Raarberg
De Lange Raarberg is een heuvel in het Heuvelland gelegen in Meerssen in het zuiden van de Nederlandse provincie Limburg. De Lange Raarberg loopt van Meerssen naar Raar. Ten noorden van de Lange Raarberg ligt het Watervalderbeekdal.

## Wielrennen
De helling is meermaals opgenomen in de wielerklassieker Amstel Gold Race. De klim wordt dan eenmaal bedwongen, als derde klim na de Adsteeg in Beek en voor de Bergseweg bij Voerendaal.
Opvallend aan deze klim is dat het percentage over de gehele lengte rond de 5% schommelt.
In de periode dat Meerssen finishplaats was lag de finish ook een aantal keer op deze berg gesitueerd (1969, 1970, 1971) en werd ze aangeduid als Raarberg.